# Octostigmatidae
Octostigmatidae es una pequeña familia de Diplura. Contiene un solo género Octostigma, con tres especies reconocidas:
- Octostigma herbivora Rusek, 1982
- Octostigma sinensis Xie & Yang, 1991
- Octostigma spiniferum Pagés, 2001